# Liste der Nummer-eins-Hits in Polen (2022)
Dies ist eine Liste der Nummer-eins-Hits in Polen im Jahr 2022. Sie basiert auf den offiziellen Airplay Top 100 und den Album Top 50, die im Auftrag des polnischen Związek Producentów Audio-Video erstellt werden.
Diese Chartlisten wurden zum Jahresende abgelöst. Anstelle der Airplay-Charts traten bei Singles die Streaming-Charts, an die Stelle der Verkaufscharts der Alben trat eine kombinierte Auswertung aus Verkäufen und Streaming. Diese Liste endet am 5. bzw. 6. Januar 2023, die Liste des Folgejahrs überschneidet sich um eine Woche mit dieser und beginnt am 30. Dezember 2022.

## Singles
| ← 2021 ← | Liste der Nummer-eins-Hits in Polen | Liste der Nummer-eins-Hits in Polen               | Liste der Nummer-eins-Hits in Polen | 2023 → |
| \| Zeitraum \| Wo. ges. \| Interpret \| Titel Autor(en) \| Zusätzliche Informationen \| \| (Zeitraum, Wochen auf Platz eins, Interpret, Titel, Autor[en], zusätzliche Informationen) \| \| \| \| \| \| ----------------------------------------------------------------------------------------- \| -------- \| ------------------------------------------------- \| ------------------------------------------------------------------------------------------------------------------------------------------------------------------------------------ \| -------------------------------------------------------------------------------------------------------------------------------------------------------------- \| \| 1. Januar 2022 – 7. Januar 2022 1 Woche \| 1 \| Sobel & Sanah \| Cześć, jak się masz Dominic Buczkowski-Wojtaszek, Olek Kowalski, Patryk Kumór, Zuzanna Irena Jurczak, Szymon Sobel, Tom Martin \| – \| \| 8. Januar 2022 – 14. Januar 2022 1 Woche \| 1 \| Becky Hill & Topic \| My Heart Goes (La Di Da) Rebecca Claire Hill, Joshua Michael Wilkinson, Linus Carl Oskar Nordström, Charlotte Jane Haining, Victor Gustav Bolander \| – \| \| 15. Januar 2022 – 21. Januar 2022 1 Woche (insgesamt 2) \| 2 \| Inna \| Up Alexandru Cotoi, Elena Alexandra Apostoleanu, Marcel Botezan, Luisa Ionela Luca, Sebastian Alexandru Barac \| – \| \| 22. Januar 2022 – 28. Januar 2022 1 Woche \| 1 \| Pascal Letoublon feat. Leony \| Friendships (Lost My Love) Emma Olivia Helena Bertilsson, Linnea Anna Södahl, Pascal Eric Olivier Letoublon, Elena Morosanu, Mihai Liviu Andreias \| – \| \| 29. Januar 2022 – 4. Februar 2022 1 Woche \| 1 \| Tiësto & Ava Max \| The Motto Sarah Elizabeth Blanchard, Tijs Michiel Verwest, Peter John Rees Rycroft, Pablo Bowman, Claudia Valentina, Amanda Ava Koci \| – \| \| 5. Februar 2022 – 11. Februar 2022 1 Woche (insgesamt 2) \| 2 \| Inna \| Up Alexandru Cotoi, Elena Alexandra Apostoleanu, Marcel Botezan, Luisa Ionela Luca, Sebastian Alexandru Barac \| – \| \| 12. Februar 2022 – 18. Februar 2022 1 Woche (insgesamt 3) \| 3 \| Imagine Dragons & JID \| Enemy Daniel Coulter Reynolds, Daniel Wayne Sermon, Benjamin Arthur McKee, Daniel Platzman, Destin Choice Route, Mattias Per Larsson, Robin Lennart Fredriksson, Justin Drew Tranter \| – \| \| 19. Februar 2022 – 4. März 2022 2 Wochen \| 2 \| Sara James \| Somebody Dominik Buczkowski-Wojtaszek, Jan Bielecki, Patryk Kumór, Tom Martin \| Mit diesem Titel nahm die in Słubice aufgewachsene Siegerin von The Voice Kids am Junior Eurovision Song Contest 2021 teil und belegte dort den zweiten Platz. \| \| 5. März 2022 – 18. März 2022 2 Wochen (insgesamt 3) \| 3 \| Imagine Dragons & JID \| Enemy Daniel Coulter Reynolds, Daniel Wayne Sermon, Benjamin Arthur McKee, Daniel Platzman, Destin Choice Route, Mattias Per Larsson, Robin Lennart Fredriksson, Justin Drew Tranter \| – \| \| 19. März 2022 – 15. April 2022 4 Wochen \| 4 \| Bryska \| Odbicie (Mark Neve Remix) Gabriela Bryska, Marco Quisisana, Radosław Bieńkuński \| – \| \| 16. April 2022 – 22. April 2022 1 Woche \| 1 \| Sigala \| Melody Bruce Fielder, Ida Martinsen Botten, Jakob Erixon, Shaun Farrugia, Steve Manovski, Yusekae Koi \| – \| \| 23. April 2022 – 6. Mai 2022 2 Wochen (insgesamt 4) \| 4 \| Sanah feat. Kwiat Jabłoni \| Szary świat Zuzanna Irena Jurczak \| – \| \| 7. Mai 2022 – 13. Mai 2022 1 Woche \| 1 \| Jax Jones feat. MNEK \| Where Did You Go? Timucin Kwon Wah Lam, Uzoechi Osisioma Emenike, Frederik Eichen, Wayne Anthony Hector, Mark Stuart Ralph, Peter Bischof-Fallenstein, Franz Reuther \| – \| \| 14. Mai 2022 – 27. Mai 2022 2 Wochen (insgesamt 4) \| 4 \| Sanah feat. Kwiat Jabłoni \| Szary świat Zuzanna Irena Jurczak \| – \| \| 28. Mai 2022 – 3. Juni 2022 1 Woche \| 1 \| Daria & Kush Kush \| Never Ending Story Daria Diana Marcinkowska, Duncan Townsend, Gigi Lopez, Kevin Zuber, Maciej Puchalski, Kevin Zaremba, Matthias Kurpiers, Mikołaj Trybulec \| – \| \| 4. Juni 2022 – 10. Juni 2022 1 Woche (insgesamt 2) \| 2 \| Harry Styles \| As It Was Harry Edward Styles, Thomas Edward Percy Hull, Tyler Sam Johnson \| – \| \| 11. Juni 2022 – 17. Juni 2022 1 Woche (insgesamt 2) \| 2 \| Sanah i Dawid Podsiadło \| Ostatnia nadzieja Dawid Podsiadło, Jakub Galiński, Zuzanna Irena Jurczak \| – \| \| 18. Juni 2022 – 24. Juni 2022 1 Woche (insgesamt 2) \| 2 \| Harry Styles \| As It Was Harry Edward Styles, Thomas Edward Percy Hull, Tyler Sam Johnson \| – \| \| 25. Juni 2022 – 1. Juli 2022 1 Woche (insgesamt 2) \| 2 \| Sanah i Dawid Podsiadło \| Ostatnia nadzieja Dawid Podsiadło, Jakub Galiński, Zuzanna Irena Jurczak \| – \| \| 2. Juli 2022 – 15. Juli 2022 2 Wochen \| 2 \| Minelli \| Mmm Luisa Ionela Luca, Victor Bourosu \| – \| \| 16. Juli 2022 – 22. Juli 2022 1 Woche (insgesamt 3) \| 3 \| Younotus feat. Bryska \| Samba Airto Guimorvan Moreira, Gottfried Engels, Ramon Zenker, Samantha Louise Harper, Steven Bashir, Tobias Philippsen, Gregor Sahm \| – \| \| 23. Juli 2022 – 5. August 2022 2 Wochen \| 2 \| Kamrad \| I Believe Christoph Koterzina, Markus Schlichtherle, Tim Kamrad, Jonas Markschat \| – \| \| 6. August 2022 – 12. August 2022 1 Woche \| 1 \| Olivia Addams \| Fool Me Once Adriana Livia Opriș, Marius Cristinel Dia \| – \| \| 13. August 2022 – 26. August 2022 2 Wochen (insgesamt 3) \| 3 \| Younotus feat. Bryska \| Samba Airto Guimorvan Moreira, Gottfried Engels, Ramon Zenker, Samantha Louise Harper, Steven Bashir, Tobias Philippsen, Gregor Sahm \| – \| \| 27. August 2022 – 30. September 2022 5 Wochen \| 5 \| Sanah feat. Daria Zawiałow \| Eldorado Arkadiusz Kopera, Daria Zawiałow, Zuzanna Irena Jurczak \| – \| \| 1. Oktober 2022 – 7. Oktober 2022 1 Woche \| 1 \| Michał Szczygieł \| Adrenalina Karol Serek, Michał Szczygieł, Paweł Wawrzeńczyk \| – \| \| 8. Oktober 2022 – 14. Oktober 2022 1 Woche \| 1 \| Meduza & James Carter feat. Elley Duhé & Fast Boy \| Bad Memories Simone Giani, Mattia Vitale, Luca de Gregorio, Christopher James Mears, Elley Frances Duhé, James Robert Carter, Darren Patrick Flynn, Felix Hain, Lucas Hain \| – \| \| 15. Oktober 2022 – 21. Oktober 2022 1 Woche \| 1 \| David Guetta feat. Bebe Rexha \| I’m Good (Blue) Bleta Rexha, Pierre David Guetta, Camille Angelina Purcell, Massimo Gabutti, Maurizio Lobina, Gianfranco Randone, Philip John Plested \| – \| \| 22. Oktober 2022 – 4. November 2022 2 Wochen \| 2 \| Twocolors \| Heavy Metal Love Emil Reinke, Pierre-Angelo Papaccio, Jaro Omar, Nina Kaiser \| – \| \| 5. November 2022 – 18. November 2022 2 Wochen (insgesamt 3) \| 3 \| Ignacy \| Czekam na znak Leon Krześniak, Ignacy Błażejowski \| – \| \| 19. November 2022 – 25. November 2022 1 Woche (insgesamt 5) \| 5 \| Dawid Podsiadło \| To co masz Ty! Dawid Podsiadło, Jakub Galiński \| – \| \| 26. November 2022 – 2. Dezember 2022 1 Woche (insgesamt 3) \| 3 \| Ignacy \| Czekam na znak Leon Krześniak, Ignacy Błażejowski \| – \| \| 3. Dezember 2022 – 9. Dezember 2022 1 Woche (insgesamt 5) \| 5 \| Dawid Podsiadło \| To co masz Ty! Dawid Podsiadło, Jakub Galiński \| – \| \| 10. Dezember 2022 – 16. Dezember 2022 1 Woche \| 1 \| Sanah \| Nic dwa razy (W. Szymborska) Wisława Szymborska, Zuzanna Irena Jurczak \| – \| \| 17. Dezember 2022 – 6. Januar 2023 3 Wochen (insgesamt 5) \| 5 \| Dawid Podsiadło \| To co masz Ty! Dawid Podsiadło, Jakub Galiński \| – \| |                                     |                                                   | | |
| ← 2021 |                                     |                                                   | | → 2023 → |
| Zeitraum | Wo. ges.                            | Interpret                                         | Titel Autor(en) | Zusätzliche Informationen |
| (Zeitraum, Wochen auf Platz eins, Interpret, Titel, Autor[en], zusätzliche Informationen) |                                     |                                                   | | |
| 1. Januar 2022 – 7. Januar 2022 1 Woche | 1                                   | Sobel & Sanah                                     | Cześć, jak się masz Dominic Buczkowski-Wojtaszek, Olek Kowalski, Patryk Kumór, Zuzanna Irena Jurczak, Szymon Sobel, Tom Martin                                                       | – |
| 8. Januar 2022 – 14. Januar 2022 1 Woche | 1                                   | Becky Hill & Topic                                | My Heart Goes (La Di Da) Rebecca Claire Hill, Joshua Michael Wilkinson, Linus Carl Oskar Nordström, Charlotte Jane Haining, Victor Gustav Bolander                                   | – |
| 15. Januar 2022 – 21. Januar 2022 1 Woche (insgesamt 2) | 2                                   | Inna                                              | Up Alexandru Cotoi, Elena Alexandra Apostoleanu, Marcel Botezan, Luisa Ionela Luca, Sebastian Alexandru Barac                                                                        | – |
| 22. Januar 2022 – 28. Januar 2022 1 Woche | 1                                   | Pascal Letoublon feat. Leony                      | Friendships (Lost My Love) Emma Olivia Helena Bertilsson, Linnea Anna Södahl, Pascal Eric Olivier Letoublon, Elena Morosanu, Mihai Liviu Andreias                                    | – |
| 29. Januar 2022 – 4. Februar 2022 1 Woche | 1                                   | Tiësto & Ava Max                                  | The Motto Sarah Elizabeth Blanchard, Tijs Michiel Verwest, Peter John Rees Rycroft, Pablo Bowman, Claudia Valentina, Amanda Ava Koci                                                 | – |
| 5. Februar 2022 – 11. Februar 2022 1 Woche (insgesamt 2) | 2                                   | Inna                                              | Up Alexandru Cotoi, Elena Alexandra Apostoleanu, Marcel Botezan, Luisa Ionela Luca, Sebastian Alexandru Barac                                                                        | – |
| 12. Februar 2022 – 18. Februar 2022 1 Woche (insgesamt 3) | 3                                   | Imagine Dragons & JID                             | Enemy Daniel Coulter Reynolds, Daniel Wayne Sermon, Benjamin Arthur McKee, Daniel Platzman, Destin Choice Route, Mattias Per Larsson, Robin Lennart Fredriksson, Justin Drew Tranter | – |
| 19. Februar 2022 – 4. März 2022 2 Wochen | 2                                   | Sara James                                        | Somebody Dominik Buczkowski-Wojtaszek, Jan Bielecki, Patryk Kumór, Tom Martin | Mit diesem Titel nahm die in Słubice aufgewachsene Siegerin von The Voice Kids am Junior Eurovision Song Contest 2021 teil und belegte dort den zweiten Platz. |
| 5. März 2022 – 18. März 2022 2 Wochen (insgesamt 3) | 3                                   | Imagine Dragons & JID                             | Enemy Daniel Coulter Reynolds, Daniel Wayne Sermon, Benjamin Arthur McKee, Daniel Platzman, Destin Choice Route, Mattias Per Larsson, Robin Lennart Fredriksson, Justin Drew Tranter | – |
| 19. März 2022 – 15. April 2022 4 Wochen | 4                                   | Bryska                                            | Odbicie (Mark Neve Remix) Gabriela Bryska, Marco Quisisana, Radosław Bieńkuński | – |
| 16. April 2022 – 22. April 2022 1 Woche | 1                                   | Sigala                                            | Melody Bruce Fielder, Ida Martinsen Botten, Jakob Erixon, Shaun Farrugia, Steve Manovski, Yusekae Koi                                                                                | – |
| 23. April 2022 – 6. Mai 2022 2 Wochen (insgesamt 4) | 4                                   | Sanah feat. Kwiat Jabłoni                         | Szary świat Zuzanna Irena Jurczak | – |
| 7. Mai 2022 – 13. Mai 2022 1 Woche | 1                                   | Jax Jones feat. MNEK                              | Where Did You Go? Timucin Kwon Wah Lam, Uzoechi Osisioma Emenike, Frederik Eichen, Wayne Anthony Hector, Mark Stuart Ralph, Peter Bischof-Fallenstein, Franz Reuther                 | – |
| 14. Mai 2022 – 27. Mai 2022 2 Wochen (insgesamt 4) | 4                                   | Sanah feat. Kwiat Jabłoni                         | Szary świat Zuzanna Irena Jurczak | – |
| 28. Mai 2022 – 3. Juni 2022 1 Woche | 1                                   | Daria & Kush Kush                                 | Never Ending Story Daria Diana Marcinkowska, Duncan Townsend, Gigi Lopez, Kevin Zuber, Maciej Puchalski, Kevin Zaremba, Matthias Kurpiers, Mikołaj Trybulec                          | – |
| 4. Juni 2022 – 10. Juni 2022 1 Woche (insgesamt 2) | 2                                   | Harry Styles                                      | As It Was Harry Edward Styles, Thomas Edward Percy Hull, Tyler Sam Johnson | – |
| 11. Juni 2022 – 17. Juni 2022 1 Woche (insgesamt 2) | 2                                   | Sanah i Dawid Podsiadło                           | Ostatnia nadzieja Dawid Podsiadło, Jakub Galiński, Zuzanna Irena Jurczak | – |
| 18. Juni 2022 – 24. Juni 2022 1 Woche (insgesamt 2) | 2                                   | Harry Styles                                      | As It Was Harry Edward Styles, Thomas Edward Percy Hull, Tyler Sam Johnson | – |
| 25. Juni 2022 – 1. Juli 2022 1 Woche (insgesamt 2) | 2                                   | Sanah i Dawid Podsiadło                           | Ostatnia nadzieja Dawid Podsiadło, Jakub Galiński, Zuzanna Irena Jurczak | – |
| 2. Juli 2022 – 15. Juli 2022 2 Wochen | 2                                   | Minelli                                           | Mmm Luisa Ionela Luca, Victor Bourosu | – |
| 16. Juli 2022 – 22. Juli 2022 1 Woche (insgesamt 3) | 3                                   | Younotus feat. Bryska                             | Samba Airto Guimorvan Moreira, Gottfried Engels, Ramon Zenker, Samantha Louise Harper, Steven Bashir, Tobias Philippsen, Gregor Sahm                                                 | – |
| 23. Juli 2022 – 5. August 2022 2 Wochen | 2                                   | Kamrad                                            | I Believe Christoph Koterzina, Markus Schlichtherle, Tim Kamrad, Jonas Markschat | – |
| 6. August 2022 – 12. August 2022 1 Woche | 1                                   | Olivia Addams                                     | Fool Me Once Adriana Livia Opriș, Marius Cristinel Dia | – |
| 13. August 2022 – 26. August 2022 2 Wochen (insgesamt 3) | 3                                   | Younotus feat. Bryska                             | Samba Airto Guimorvan Moreira, Gottfried Engels, Ramon Zenker, Samantha Louise Harper, Steven Bashir, Tobias Philippsen, Gregor Sahm                                                 | – |
| 27. August 2022 – 30. September 2022 5 Wochen | 5                                   | Sanah feat. Daria Zawiałow                        | Eldorado Arkadiusz Kopera, Daria Zawiałow, Zuzanna Irena Jurczak | – |
| 1. Oktober 2022 – 7. Oktober 2022 1 Woche | 1                                   | Michał Szczygieł                                  | Adrenalina Karol Serek, Michał Szczygieł, Paweł Wawrzeńczyk | – |
| 8. Oktober 2022 – 14. Oktober 2022 1 Woche | 1                                   | Meduza & James Carter feat. Elley Duhé & Fast Boy | Bad Memories Simone Giani, Mattia Vitale, Luca de Gregorio, Christopher James Mears, Elley Frances Duhé, James Robert Carter, Darren Patrick Flynn, Felix Hain, Lucas Hain           | – |
| 15. Oktober 2022 – 21. Oktober 2022 1 Woche | 1                                   | David Guetta feat. Bebe Rexha                     | I’m Good (Blue) Bleta Rexha, Pierre David Guetta, Camille Angelina Purcell, Massimo Gabutti, Maurizio Lobina, Gianfranco Randone, Philip John Plested                                | – |
| 22. Oktober 2022 – 4. November 2022 2 Wochen | 2                                   | Twocolors                                         | Heavy Metal Love Emil Reinke, Pierre-Angelo Papaccio, Jaro Omar, Nina Kaiser | – |
| 5. November 2022 – 18. November 2022 2 Wochen (insgesamt 3) | 3                                   | Ignacy                                            | Czekam na znak Leon Krześniak, Ignacy Błażejowski | – |
| 19. November 2022 – 25. November 2022 1 Woche (insgesamt 5) | 5                                   | Dawid Podsiadło                                   | To co masz Ty! Dawid Podsiadło, Jakub Galiński | – |
| 26. November 2022 – 2. Dezember 2022 1 Woche (insgesamt 3) | 3                                   | Ignacy                                            | Czekam na znak Leon Krześniak, Ignacy Błażejowski | – |
| 3. Dezember 2022 – 9. Dezember 2022 1 Woche (insgesamt 5) | 5                                   | Dawid Podsiadło                                   | To co masz Ty! Dawid Podsiadło, Jakub Galiński | – |
| 10. Dezember 2022 – 16. Dezember 2022 1 Woche | 1                                   | Sanah                                             | Nic dwa razy (W. Szymborska) Wisława Szymborska, Zuzanna Irena Jurczak | – |
| 17. Dezember 2022 – 6. Januar 2023 3 Wochen (insgesamt 5) | 5                                   | Dawid Podsiadło                                   | To co masz Ty! Dawid Podsiadło, Jakub Galiński | – |

## Alben
| ← 2021 ← | Liste der Nummer-eins-Hits in Polen | Liste der Nummer-eins-Hits in Polen | Liste der Nummer-eins-Hits in Polen         | 2023 →                    |
| \| Zeitraum \| Wo. ges. \| Interpret \| Titel \| Zusätzliche Informationen \| \| (Zeitraum, Wochen auf Platz eins, Interpret, Titel, zusätzliche Informationen) \| \| \| \| \| \| ------------------------------------------------------------------------------ \| -------- \| ------------------- \| ------------------------------------------- \| ------------------------- \| \| 31. Dezember 2021 – 6. Januar 2022 1 Woche \| 1 \| Fokus \| Arogant \| – \| \| 7. Januar 2022 – 20. Januar 2022 2 Wochen \| 2 \| Sanah \| Królowa dram \| – \| \| 21. Januar 2022 – 27. Januar 2022 1 Woche \| 1 \| Dwa Sławy \| Z Archiwum X2 \| – \| \| 28. Januar 2022 – 3. Februar 2022 1 Woche \| 1 \| TPS \| Na żywo \| – \| \| 4. Februar 2022 – 10. Februar 2022 1 Woche \| 1 \| Szymi Szyms \| Brzydkie \| – \| \| 11. Februar 2022 – 17. Februar 2022 1 Woche \| 1 \| Kartky \| Księga jesiennych demonów \| – \| \| 18. Februar 2022 – 24. Februar 2022 1 Woche \| 1 \| SB Maffija \| Hotel Maffija 2 \| – \| \| 25. Februar 2022 – 3. März 2022 1 Woche \| 1 \| Scorpions \| Rock Believer \| – \| \| 4. März 2022 – 10. März 2022 1 Woche \| 1 \| Sabaton \| The War to End All Wars \| – \| \| 11. März 2022 – 17. März 2022 1 Woche \| 1 \| Jan-Rapowanie \| Bufor \| – \| \| 18. März 2022 – 24. März 2022 1 Woche \| 1 \| Stray Kids \| Oddinary \| – \| \| 25. März 2022 – 31. März 2022 1 Woche \| 1 \| Tuzza \| Forza \| – \| \| 1. April 2022 – 7. April 2022 1 Woche \| 1 \| Szpaku \| Dom dla zmyślonych przyjaciół pana Mateusza \| – \| \| 8. April 2022 – 14. April 2022 1 Woche \| 1 \| Kukon \| Rough n’ Gentle \| – \| \| 15. April 2022 – 28. April 2022 2 Wochen (insgesamt 10) \| 10 \| Sanah \| Uczta \| – \| \| 29. April 2022 – 5. Mai 2022 1 Woche \| 1 \| Małpa \| Bóg nie gra w kości \| – \| \| 6. Mai 2022 – 19. Mai 2022 2 Wochen (insgesamt 10) \| 10 \| Sanah \| Uczta \| – \| \| 20. Mai 2022 – 26. Mai 2022 1 Woche \| 1 \| Harry Styles \| Harry’s House \| – \| \| 27. Mai 2022 – 2. Juni 2022 1 Woche (insgesamt 10) \| 10 \| Sanah \| Uczta \| – \| \| 3. Juni 2022 – 9. Juni 2022 1 Woche \| 1 \| H4J4 \| H4J4 \| – \| \| 10. Juni 2022 – 16. Juni 2022 1 Woche \| 1 \| BTS \| Proof \| – \| \| 17. Juni 2022 – 23. Juni 2022 1 Woche \| 1 \| Kizo \| Ostatni taniec \| – \| \| 24. Juni 2022 – 30. Juni 2022 1 Woche \| 1 \| White 2115 \| Pretty Boy \| – \| \| 1. Juli 2022 – 7. Juli 2022 1 Woche \| 1 \| Kabe \| King Kong \| – \| \| 8. Juli 2022 – 4. August 2022 4 Wochen (insgesamt 10) \| 10 \| Sanah \| Uczta \| – \| \| 5. August 2022 – 11. August 2022 1 Woche \| 1 \| Otsochodzi \| Tarcho Terror \| – \| \| 12. August 2022 – 18. August 2022 1 Woche \| 1 \| Bonson \| Diabeł stróż \| – \| \| 19. August 2022 – 25. August 2022 1 Woche (insgesamt 10) \| 10 \| Sanah \| Uczta \| – \| \| 26. August 2022 – 9. September 2022 2 Wochen \| 2 \| Gibbs X VA \| Dopehouse Mixtape \| – \| \| 10. September 2022 – 16. September 2022 1 Woche \| 1 \| Lukasyno \| Syn wschodu \| – \| \| 17. September 2022 – 22. September 2022 1 Woche \| 1 \| Behemoth \| Opvs contra natvram \| – \| \| 23. September 2022 – 29. September 2022 1 Woche \| 1 \| Nocny Kochanek \| O jeden most za daleko \| – \| \| 30. September 2022 – 6. Oktober 2022 1 Woche \| 1 \| Pezet \| Muzyka komercyjna \| – \| \| 7. Oktober 2022 – 13. Oktober 2022 1 Woche \| 1 \| Stray Kids \| Maxident \| – \| \| 14. Oktober 2022 – 20. Oktober 2022 1 Woche \| 1 \| Julia Żugaj \| Miłostki \| – \| \| 21. Oktober 2022 – 27. Oktober 2022 1 Woche (insgesamt 5) \| 5 \| Dawid Podsiadło \| Lata dwudzieste \| – \| \| 28. Oktober 2022 – 3. November 2022 1 Woche \| 1 \| Agnieszka Chylińska \| Never Ending Sorry \| – \| \| 4. November 2022 – 10. November 2022 1 Woche \| 1 \| O.S.T.R. \| 042 Requiem \| – \| \| 11. November 2022 – 17. November 2022 1 Woche (insgesamt 5) \| 5 \| Dawid Podsiadło \| Lata dwudzieste \| – \| \| 18. November 2022 – 24. November 2022 1 Woche \| 1 \| Young Igi \| Notatki z Marginesu \| – \| \| 25. November 2022 – 1. Dezember 2022 1 Woche (insgesamt 2) \| 2 \| Sanah \| Sanah śpiewa poezyje \| – \| \| 2. Dezember 2022 – 8. Dezember 2022 1 Woche (insgesamt 5) \| 5 \| Dawid Podsiadło \| Lata dwudzieste \| – \| \| 9. Dezember 2022 – 15. Dezember 2022 1 Woche (insgesamt 2) \| 2 \| Sanah \| Sanah śpiewa poezyje \| – \| \| 16. Dezember 2022 – 22. Dezember 2022 1 Woche \| 1 \| 2115 \| Rodzinny biznes \| – \| \| 23. Dezember 2022 – 29. Dezember 2022 1 Woche \| 1 \| Kukon \| Ogrody Mixtape 3 \| – \| \| 30. Dezember 2022 – 5. Januar 2023 1 Woche \| 1 \| Kabe x Miszel \| Złote przeboje \| – \| |                                     |                                     |                                             |                           |
| ← 2021 |                                     |                                     |                                             | → 2023 →                  |
| Zeitraum | Wo. ges.                            | Interpret                           | Titel                                       | Zusätzliche Informationen |
| (Zeitraum, Wochen auf Platz eins, Interpret, Titel, zusätzliche Informationen) |                                     |                                     |                                             |                           |
| 31. Dezember 2021 – 6. Januar 2022 1 Woche | 1                                   | Fokus                               | Arogant                                     | –                         |
| 7. Januar 2022 – 20. Januar 2022 2 Wochen | 2                                   | Sanah                               | Królowa dram                                | –                         |
| 21. Januar 2022 – 27. Januar 2022 1 Woche | 1                                   | Dwa Sławy                           | Z Archiwum X2                               | –                         |
| 28. Januar 2022 – 3. Februar 2022 1 Woche | 1                                   | TPS                                 | Na żywo                                     | –                         |
| 4. Februar 2022 – 10. Februar 2022 1 Woche | 1                                   | Szymi Szyms                         | Brzydkie                                    | –                         |
| 11. Februar 2022 – 17. Februar 2022 1 Woche | 1                                   | Kartky                              | Księga jesiennych demonów                   | –                         |
| 18. Februar 2022 – 24. Februar 2022 1 Woche | 1                                   | SB Maffija                          | Hotel Maffija 2                             | –                         |
| 25. Februar 2022 – 3. März 2022 1 Woche | 1                                   | Scorpions                           | Rock Believer                               | –                         |
| 4. März 2022 – 10. März 2022 1 Woche | 1                                   | Sabaton                             | The War to End All Wars                     | –                         |
| 11. März 2022 – 17. März 2022 1 Woche | 1                                   | Jan-Rapowanie                       | Bufor                                       | –                         |
| 18. März 2022 – 24. März 2022 1 Woche | 1                                   | Stray Kids                          | Oddinary                                    | –                         |
| 25. März 2022 – 31. März 2022 1 Woche | 1                                   | Tuzza                               | Forza                                       | –                         |
| 1. April 2022 – 7. April 2022 1 Woche | 1                                   | Szpaku                              | Dom dla zmyślonych przyjaciół pana Mateusza | –                         |
| 8. April 2022 – 14. April 2022 1 Woche | 1                                   | Kukon                               | Rough n’ Gentle                             | –                         |
| 15. April 2022 – 28. April 2022 2 Wochen (insgesamt 10) | 10                                  | Sanah                               | Uczta                                       | –                         |
| 29. April 2022 – 5. Mai 2022 1 Woche | 1                                   | Małpa                               | Bóg nie gra w kości                         | –                         |
| 6. Mai 2022 – 19. Mai 2022 2 Wochen (insgesamt 10) | 10                                  | Sanah                               | Uczta                                       | –                         |
| 20. Mai 2022 – 26. Mai 2022 1 Woche | 1                                   | Harry Styles                        | Harry’s House                               | –                         |
| 27. Mai 2022 – 2. Juni 2022 1 Woche (insgesamt 10) | 10                                  | Sanah                               | Uczta                                       | –                         |
| 3. Juni 2022 – 9. Juni 2022 1 Woche | 1                                   | H4J4                                | H4J4                                        | –                         |
| 10. Juni 2022 – 16. Juni 2022 1 Woche | 1                                   | BTS                                 | Proof                                       | –                         |
| 17. Juni 2022 – 23. Juni 2022 1 Woche | 1                                   | Kizo                                | Ostatni taniec                              | –                         |
| 24. Juni 2022 – 30. Juni 2022 1 Woche | 1                                   | White 2115                          | Pretty Boy                                  | –                         |
| 1. Juli 2022 – 7. Juli 2022 1 Woche | 1                                   | Kabe                                | King Kong                                   | –                         |
| 8. Juli 2022 – 4. August 2022 4 Wochen (insgesamt 10) | 10                                  | Sanah                               | Uczta                                       | –                         |
| 5. August 2022 – 11. August 2022 1 Woche | 1                                   | Otsochodzi                          | Tarcho Terror                               | –                         |
| 12. August 2022 – 18. August 2022 1 Woche | 1                                   | Bonson                              | Diabeł stróż                                | –                         |
| 19. August 2022 – 25. August 2022 1 Woche (insgesamt 10) | 10                                  | Sanah                               | Uczta                                       | –                         |
| 26. August 2022 – 9. September 2022 2 Wochen | 2                                   | Gibbs X VA                          | Dopehouse Mixtape                           | –                         |
| 10. September 2022 – 16. September 2022 1 Woche | 1                                   | Lukasyno                            | Syn wschodu                                 | –                         |
| 17. September 2022 – 22. September 2022 1 Woche | 1                                   | Behemoth                            | Opvs contra natvram                         | –                         |
| 23. September 2022 – 29. September 2022 1 Woche | 1                                   | Nocny Kochanek                      | O jeden most za daleko                      | –                         |
| 30. September 2022 – 6. Oktober 2022 1 Woche | 1                                   | Pezet                               | Muzyka komercyjna                           | –                         |
| 7. Oktober 2022 – 13. Oktober 2022 1 Woche | 1                                   | Stray Kids                          | Maxident                                    | –                         |
| 14. Oktober 2022 – 20. Oktober 2022 1 Woche | 1                                   | Julia Żugaj                         | Miłostki                                    | –                         |
| 21. Oktober 2022 – 27. Oktober 2022 1 Woche (insgesamt 5) | 5                                   | Dawid Podsiadło                     | Lata dwudzieste                             | –                         |
| 28. Oktober 2022 – 3. November 2022 1 Woche | 1                                   | Agnieszka Chylińska                 | Never Ending Sorry                          | –                         |
| 4. November 2022 – 10. November 2022 1 Woche | 1                                   | O.S.T.R.                            | 042 Requiem                                 | –                         |
| 11. November 2022 – 17. November 2022 1 Woche (insgesamt 5) | 5                                   | Dawid Podsiadło                     | Lata dwudzieste                             | –                         |
| 18. November 2022 – 24. November 2022 1 Woche | 1                                   | Young Igi                           | Notatki z Marginesu                         | –                         |
| 25. November 2022 – 1. Dezember 2022 1 Woche (insgesamt 2) | 2                                   | Sanah                               | Sanah śpiewa poezyje                        | –                         |
| 2. Dezember 2022 – 8. Dezember 2022 1 Woche (insgesamt 5) | 5                                   | Dawid Podsiadło                     | Lata dwudzieste                             | –                         |
| 9. Dezember 2022 – 15. Dezember 2022 1 Woche (insgesamt 2) | 2                                   | Sanah                               | Sanah śpiewa poezyje                        | –                         |
| 16. Dezember 2022 – 22. Dezember 2022 1 Woche | 1                                   | 2115                                | Rodzinny biznes                             | –                         |
| 23. Dezember 2022 – 29. Dezember 2022 1 Woche | 1                                   | Kukon                               | Ogrody Mixtape 3                            | –                         |
| 30. Dezember 2022 – 5. Januar 2023 1 Woche | 1                                   | Kabe x Miszel                       | Złote przeboje                              | –                         |